# Unique Development Studios
La Unique Development Studios (o UDS), è stata un'industria sviluppatrice di videogiochi, con sede a  Norrköping e a Göteborg, in Svezia.

## Storia
La compagnia venne fondata nel 1993 da Michael Brunnström e Peter Zetterberg. Il primo gioco sviluppato fu Obsession nel 1994 per la Atari STE. Per la stessa azienda venne realizzato nel 1995 SubStation, uno sparatutto in prima persona simile a Doom. Da allora, la UDS si concentrò soprattutto sulla produzione di videogiochi per console e PC. L'azienda è fallita nel 2004, soprattutto a causa della produzione di diversi videogiochi senza grande successo.

## Videogiochi
La UDS ha prodotto diversi videogiochi per console e PC.

### Dreamcast
- Sno-Cross Championship Racing

### Game Boy Advance
- Monster Jam: Maximum Destruction

### Game Boy Color
- No Fear Downhill Mountain Bike Racing

### GameCube
- Futurama (progetto abbandonato)
- Tennis Masters Series 2003

### PC
- Absolute Pinball
- Airfix Dogfighter
- Asterix: Il folle banchetto
- Hot Wheels: Micro Racers
- Ignition
- Mulle Meck builds Airplanes
- SnowCross Championship Racing

### PlayStation
- Asterix: Il folle banchetto
- Sno-Cross Championship Racing
- World's Scariest Police Chases

### PlayStation 2
- Futurama
- Tennis Masters Series 2003
- eJay Clubworld: The Music Making Experience

### Xbox
- Futurama
- The Kore Gang (progetto abbandonato)